# Париш (Њујорк)
Париш (енгл. Parish) град је у америчкој савезној држави Њујорк.

## Демографија
По попису из 2010. године број становника је 450, што је 62 (-12,1%) становника мање него 2000. године.
| Група             | 2000.       | 2010.       |
| Белци             | 507 (99,0%) | 434 (96,4%) |
| Афроамериканци    | 0 (0,0%)    | 4 (0,9%)    |
| Азијати           | 0 (0,0%)    | 3 (0,7%)    |
| Хиспаноамериканци | 2 (0,4%)    | 7 (1,6%)    |
| Укупно            | 512         | 450         |